# Holly Crawford
Holly Crawford (Sydney, 10 februari 1984) is een Australische snowboardster. Ze vertegenwoordigde haar vaderland op de Olympische Winterspelen 2006 (Turijn), de Olympische Winterspelen 2010 (Vancouver) en de Olympische Winterspelen 2014 (Sotsji).

## Carrière
Bij haar wereldbekerdebuut, in december 2002 in Whistler, scoorde Crawford direct haar eerste wereldbekerpunten. Op de wereldkampioenschappen snowboarden 2003 in Kreischberg eindigde de Australische als vierentwintigste in de halfpipe. In september 2003 behaalde ze in Valle Nevado haar eerste toptien klassering in een wereldbekerwedstrijd, twee jaar daarna stond ze in Valle Nevado voor de eerste maal in haar carrière op het podium van een wereldbekerwedstrijd. Tijdens de Olympische Winterspelen van 2006 in Turijn eindigde Crawford  als achttiende in de halfpipe.
In Arosa nam de Australische deel aan de FIS wereldkampioenschappen snowboarden 2007, op dit toernooi eindigde ze als eenentwintigste in de halfpipe. Enkele weken na de wereldkampioenschappen boekte ze in Furano haar eerste wereldbekerzege. Op de FIS wereldkampioenschappen snowboarden 2009 in Gangwon veroverde Crawford de zilveren medaille in de halfpipe. Tijdens de Olympische Winterspelen van 2010 in Vancouver eindigde de Australische als achtste in de halfpipe.
In La Molina nam Crawford deel aan de FIS wereldkampioenschappen snowboarden 2011, op dit toernooi sleepte ze de wereldtitel in de wacht in de halfpipe. Op de FIS wereldkampioenschappen snowboarden 2013 in Stoneham-et-Tewkesbury behaalde de Australische de zilveren medaille in de halfpipe.

## Resultaten

### Olympische Winterspelen
| Jaar | Plaats    | Resultaten   |
| ---- | --------- | ------------ |
| 2006 | Turijn    | 18e Halfpipe |
| 2010 | Vancouver | 8e Halfpipe  |
| 2014 | Sotsji    | Q Halfpipe   |

### Wereldkampioenschappen
| Jaar | Plaats                 | Resultaten   |
| ---- | ---------------------- | ------------ |
| 2003 | Kreischberg            | 24e Halfpipe |
| 2007 | Arosa                  | 21e Halfpipe |
| 2009 | Gangwon                | Halfpipe     |
| 2011 | La Molina              | Halfpipe     |
| 2013 | Stoneham-et-Tewkesbury | Halfpipe     |

### Wereldbeker
Eindklasseringen
| Seizoen   | Algm   | HP     |
| --------- | ------ | ------ |
| 2002/2003 | -      | 49e    |
| 2003/2004 | -      | 29e    |
| 2005/2006 | 50e    | 15e    |
| 2006/2007 | 5e     | Zilver |
| 2008/2009 | 30e    | 7e     |
| 2009/2010 | 18e    | Brons  |
| 2010/2011 | Zilver | Zilver |
| 2011/2012 | 13e    | 12e    |

Wereldbekerzeges
| Datum            | Plaats     | Onderdeel |
| ---------------- | ---------- | --------- |
| 18 februari 2007 | Furano     | Halfpipe  |
| 14 maart 2010    | Valmalenco | Halfpipe  |
| 20 maart 2010    | La Molina  | Halfpipe  |